# Santa Claus Revival
Santa Claus Revival ist ein deutschsprachiges Musical in drei Akten aus dem Jahr 2020 mit dem Untertitel „Das Musical, das Weihnachten rettet“. Buch und Liedtexte schrieb Thomas Auerswald. Die Musik zu den 34 Songs und Szenen komponierten Uli Bannenberg, Benedikt Becker, F. W. Dany, David Janus, Denise Socaciu, Maurice Stute und Lars Hesse.

## Handlung

### 1. Akt
Santa Claus ist ein Mitarbeiter, der traditionell für das Überholte steht – so denken es jedenfalls seine jungen, flippigen Kollegen von der GRIESMAS FACTORY hoch oben am Nordpol. Also wird er einfach aus der Firma rauskomplimentiert. „Sie sind doch schon so lange im Geschäft, gönnen Sie sich einfach ein bisschen Ruhe.“ Die Kündigung ist kein Ereignis, das Santa aus der Bahn werfen könnte. Sein alter Freund Marshall Island von der Weihnachtsband ist allerdings entsetzt. Was, wenn sich diese Idee allgemein durchsetzt und auch ihn, der seit hunderten von Jahren alle bekannten und beliebten Weihnachtssongs komponiert hat, plötzlich durch einen Songalgorithmus ersetzt werden würde? Und genau das ist der Plan der neuen Geschäftsführung um Dr. Mary Griesmas: Weniger Mitarbeiter, mehr Umsatz.

### 2. Akt
Doch Santa wäre nicht Santa, wenn er auf seinen Rausschmiss nicht die richtige Antwort gewusst hätte. Er eröffnet zusammen mit jenen Weihnachtswichteln, die ebenfalls ihr Kündigungsschreiben erhalten haben, dem Rentier Rudi, das viel lieber Trudi heißen möchte, der resoluten Controllerin Nicola Myra, die aus Versehen aus der Firma rausgeflogen ist, und dem schüchternen IT-Spezialisten Ruprecht Knecht 500 Meter weiter nördlich einen neuen Laden und nennt ihn: SANTA CLAUS REVIVAL. Seine Weihnachtsgeschäftsidee: Wünsch dir, was du nicht mehr haben willst.

### 3. Akt
Das Unternehmen verspricht, ein Reinfall zu werden. Doch dann findet Ruprecht Knecht eine digitale Lösung: die Santa Claus Revival-App, die endlich den Erfolg mit sich bringt. Die Menschen lieben Santas neue Idee. Die Presse wird aufmerksam. Kurz vor dem Ende wünscht sich Nicola Ruprechts Schüchternheit weg. Endlich ist Heilig Abend. Der Abend, an dem sich alle unter dem Weihnachtsbaum ganz besondere Geschenke überreichen: Dinge, die es zwischen ihnen nicht mehr geben soll. Und so ist auch die abschließende Frage an das Publikum ernstgemeint: „Was wäre es, das du zu Weihnachten nicht mehr haben möchtest? Schick uns deine Antwort mit der SANTA CLAUS REVIVAL App.“

## Songs

### Akt 1
01 Das Ringel Dingel Ding

02 Santa Claus ist hier

03 Zahlen

04 Top für diesen Job

05 Weniger ist mehr

06 Liebe außerhalb der digitalen Welt

07 Trudi Dreadlock Karibu

08 Hinaus

09 Santas kleine Elfen

10 Hinaus (Reprise)

11 Engel ohne Flügel

12 So geht Christmas

### Akt 2
13 Mein kleiner Wunsch
 
14 Ein Glas Punsch
 
15 Was wäre wenn

16 Das Fest bekommt nen neuen Sound
 
17 Tool Music

18 Der Song-Algorithmus
 
19 Einmal im Jahr

### Akt 3
20 Santa Claus Revival

21 Business Talk

22 Feuern

23 Frei wie ein Stern

24 Alle Hits fürs Weihnachtsfest
 
25 Der Plan

26 Weihnachten im Freien

27 Der Kuss

28 Ich hasse dir Liebe
 
29 Der Plan (Reprise) 

30 Frischer Wind

31 News zum Fest
 
32 Wünsch dir weg
 
33 Geschenke-Overkill

34 Unter dem Weihnachtsbaum

## Geschichte
Das Stück wurde im Sommer 2020 fertiggestellt, kurz bevor die Theater in Deutschland aufgrund des coronabedingten Lockdowns nicht mehr spielen konnten. Eine Uraufführung auf der Bühne steht deshalb noch aus. Im November 2020 veröffentlichte das Musiktheater-Label Lava Jam deshalb eine leicht gekürzte Hörspiel-Version des Stücks, die 29 Songs beinhaltet und mit einem Erzählertext erweitert wurde. Beim Ohrcast-Publikumspreis, bei dem alle deutschsprachigen Hörspielproduktionen eines Jahres gegeneinander antreten, erzielte Santa Claus Revival im März 2021 den dritten Platz.
Die Santa Claus Revival-App, die im Stück eine Rolle spielt, gibt es wirklich. Sie wurde von Jonas Jäger exklusiv für die Show entwickelt. Über sie können „Weg-Wünsche“ direkt in die nächste Santa Claus Revival-Aufführung gesendet und spontan Teil der Show werden.

## Rezeption
Die Rezeption auf das Hörspiel ist bislang positiv. Kulturaspekte schreibt: „Keine Sorge, jetzt kommt kein schmalziges und schnulziges und überkitschiges Weihnachtsmusical, nein im Gegenteil. Hier kommt eine wilde und erfrischende Mischung aus Büroalltagsparodie, humorvoller Kapitalismuskritik, schräger Liebesgeschichte, jeder Menge Rock-Power, echter Hit-Garantie und (eben doch) der richtigen Portion Weihnachtssentimentalität.“
Die Offenbach Post schreibt: „Das Weihnachts-Musical ist ein vergleichsweise leichter Stoff. Doch auch dort klingen ernste Töne an, etwa die kalte Rücksichtslosigkeit der Business-Welt und die fabrikmäßige Hitproduktion in der Musikindustrie. Der Autor mixt solche Themen durcheinander und kreuzt sie mit dem Personal der Weihnachtsmann-Erzählung (Santa Claus, Rentier, Elfen). Dabei entsteht eine ziemlich abgefahrene Geschichte, die sich an manchen Stellen über sich selbst lustig macht. Nebenbei liefert das Stück einen Gegenentwurf zur Kommerzialisierung des Weihnachtsfests: Wünsch’ dir, was du nicht mehr haben willst.“

## Veröffentlichungen

### Album
Santa Claus Revival – Das Musical, das Weihnachten rettet. Hörspielfassung. Lava Jam, Record Jet (30. Oktober 2020)

### Singles
- Santa Claus Revival (Titelsong). Lava Jam, Record Jet (23. Oktober 2020)
- Liebe außerhalb der digitalen Welt. Lava Jam, Record Jet (23. Oktober 2020)